# The Raiders (film 1916 Mix)
The Raiders è un cortometraggio muto del 1916 scritto, diretto e interpretato da Tom Mix. Prodotto dalla Selig, con la direzione della fotografia di Clyde De Vinna, il film aveva come altri interpreti Victoria Forde, Sid Jordan, Pat Chrisman.

## Produzione
Il film fu prodotto dalla Selig Polyscope Company.

## Distribuzione
Distribuito dalla General Film Company, il film - un cortometraggio in una bobina - uscì nelle sale cinematografiche statunitensi il 30 settembre 1916.